# Brachycephalidae
Brachycephalidae é uma família de anfíbios da ordem Anura. Estas espécies habitam o sudeste do Brasil.

## Taxonomia
Dois gêneros são reconhecidos:
- Brachycephalus Fitzinger, 1826
- Ischnocnema Reinhardt & Lütken, 1862